# Cacodaemon kaszabi
Cacodaemon kaszabi es una especie de insecto coleóptero de la familia Endomychidae.